# Copa Jalisco 2012
La Copa Jalisco 2012 fue la segunda edición después de la Copa Asia Jalisco 2011, en el que participaron el Club Deportivo Guadalajara, los Pumas de la UNAM, el Atlas de Guadalajara y el club Monarcas Morelia y sirvió de pretemporada para el Torneo Apertura 2012.

## Sistema de competición
- El torneo tuvo una duración de 2 días o jornadas. Se celebró entre el 5 y 7 de julio, a razón de dos partidos por equipo.

- Cada equipo consiguió 3 puntos por cada partido ganado, 1 punto por partido empatado y 0 por partido perdido.

- El club que sumó mayor cantidad de puntos fue el ganador. En caso de empate, se decidió por diferencia de goles.

## Jornadas

### Jornada 1
| 5 de julio de 2012 - 5:00 | Guadalajara | 0:1 (0:0) | Monarcas  | Estadio Jalisco, Guadalajara |  |
|                           |             | Reporte   | 61' Sabah |                              |  |

| 5 de julio de 2012 - 8:00 | Atlas | 0:1 (0:0) | Pumas de la UNAM | Estadio Jalisco, Guadalajara |  |
|                           |       |           | 90+1' Nieto      |                              |  |

### Jornada 2
| 7 de julio de 2012 - 5:00 | Guadalajara                 | 3:1 (0:1) | Pumas de la UNAM | Estadio Jalisco, Guadalajara |  |
|                           | 60', 75' Fierro · 63' Pérez | Reporte   | 33' Nieto        |                              |  |

| 7 de julio de 2012 - 8:00 | Atlas       | 1:1 (1:1) | Monarcas   | Estadio Jalisco, Guadalajara |  |
|                           | 17' Santana |           | 43' Huiqui |                              |  |

## Tabla de posiciones
| Equipo      | Pts | PJ | PG | PE | PP | GF | GC | Dif |
| ----------- | --- | -- | -- | -- | -- | -- | -- | --- |
| Morelia     | 4   | 2  | 1  | 1  | 0  | 2  | 1  | 1   |
| Guadalajara | 3   | 2  | 1  | 0  | 1  | 3  | 2  | 1   |
| UNAM        | 3   | 2  | 1  | 0  | 1  | 2  | 3  | -1  |
| Atlas       | 1   | 2  | 0  | 1  | 1  | 1  | 2  | -1  |

| Campeón Morelia Primer título |

| Predecesor: Copa Asia Jalisco 2011 | Copa Jalisco Copa Jalisco 2012 | Sucesor: Copa Jalisco 2013 |